# Печовська Нова Вес
Печовська Нова Вес (словац. Pečovská Nová Ves) — село в Словаччині, Сабинівському окрузі Пряшівського краю. Розташоване в північно-східній частині Словаччини в Шариській височині в долині Ториси.
Уперше згадується у 1319 році.
У селі є римо—католицький костел з другої половини 16 століття в стилі ренесансу, в 1712 та 1757 році перебудований.

## Населення
| Рік:            | 1994. | 2004.   | 2014.    | 2024.   |
| --------------- | ----- | ------- | -------- | ------- |
| Кількість осіб: | 2122  | 2264    | 2677     | 2903    |
| Різниця:        |       | +6,69 % | +18,24 % | +8,44 % |

| Рік:            | 2023. | 2024.   |
| --------------- | ----- | ------- |
| Кількість осіб: | 2875  | 2903    |
| Різниця:        |       | +0,97 % |

У селі проживає 2424 осіб.
Національний склад населення (за даними останнього перепису населення — 2001 року):
- словаки — 88,79 %,
- цигани — 9,26 %,
- чехи — 0,50 %,
- русини — 0,50 %,
- українці — 0,18 %,
- поляки — 0,09 %.

Склад населення за приналежністю до релігії станом на 2001 рік:
- римо-католики — 91,74 %,
- греко-католики — 3,68 %,
- православні — 0,54 %,
- протестанти — 0,36 %,
- гусити — 0,14 %,
- не вважають себе вірянами або не належать до жодної вищезгаданої конфесії — 3,45 %.

## Географія
Протікає річка Лютинка.